# ファンタシースター ノヴァ
『ファンタシースター ノヴァ』（PHANTASY STAR NOVA）は、セガより2014年11月27日に発売されたPlayStation VitaおよびPlayStation Vita TV対応ゲームソフト。『PS NOVA』と略される。「日本ゲーム大賞2014」フューチャー部門受賞作品。キャッチコピーは「ハンパなキズナでは、生き残れない冒険がある。」「RPGの“新星”、ここに誕生。」など。また、アドホックモードによる2人から4人までのマルチプレイに対応。

## あらすじ
アークス特殊惑星探査隊オルター所属の宇宙艦「デルタ・ヴァリアント」は、新たに発見された惑星「マキア」への現地調査任務についていた。しかし惑星マキアへの接近中、謎の攻撃を受けたデルタ・ヴァリアントは荒野へ墜落する。
大破は免れたものの、デルタ・ヴァリアントは限られた資源の中で活動せざるを得なくなり、多くの乗員をコールドスリープさせ、最低限の人員で最低限の機能を維持しその場をしのぐこととなる。
そんなとき、謎の巨大生物兵器“ギガンテス”が出現。アークスの戦闘能力の源たるエネルギー“フォトン”が惑星マキアでは使えず、周辺の地域を調査していた先遣隊は全滅してしまう。知らせを受けた主人公たちは先遣隊の救出に向かう途中、謎の少女“ユノ”によって惑星マキア独自のエネルギー“グラン”を授けられ、これをフォトンの代用として“ギガンテス”と戦うことになる。
こうして主人公たちは、敵の正体をつかみ、帰還すべく、惑星マキアでのサバイバル生活を始めることになった。

## 登場人物
主人公
本作におけるプレイヤー。性別によるストーリーの分岐はないが、NPCの反応やイベントシーンの演出に差異がみられる。なお、各NPCには、プロミスオーダーという親密を上げるミッションが設定されている。親密度を上げることにより主人公の性別を問わずそのNPCと親しくなることができる。
ルティナ
声 - 内田真礼
種族：ヒューマンの女性、クラス：フォース
デルタ・ヴァリアントの戦闘員で、明るく元気なムードメーカー。主人公とは訓練生時代からのパートナーで、主人公のことを相棒（バディ）と呼ぶ。
近接武器の扱いは苦手だが、素手の格闘が好きなため肉弾戦は無駄に強い。タコが苦手であり、あるギガンテスに強い嫌悪感を持っている。
セイル
声 - 松岡禎丞
種族：ヒューマンの男性、クラス：ハンター
デルタ・ヴァリアントの戦闘員で、主人公たちの訓練校時代の同期生。どんな任務でも倒れないという信条があり『不倒のセイル』の異名を持つ。
上述の戦闘スタイルから回復アイテムである「モノメイト」の消費量が多く、「モノメイト男」という異名も持つ。訓練校時代からフィルディアに憧れを懐いている。幼い頃は怠惰な生活を送る太った少年だったが、住んでいた町をダーカーの集団に襲われて家族を亡くした過去を持っている。
イズナ
声 - 茅野愛衣
種族：ニューマンの女性、クラス：レンジャー
デルタ・ヴァリアントの戦闘員で、セイルのパートナー。正確な射撃を得意とし、2年飛び級し訓練校を首席で卒業するほどの優等生だが、本人は引っ込み思案。甘い物が好きでチーズケーキが好物。パティシエをしている姉が存在するが、現在は疎遠であるらしい。
フィルディア
声 - 沢城みゆき
種族：ヒューマンの女性、クラス：ハンター
デルタ・ヴァリアントの戦闘部隊の隊長を務める女性で、『暁紅（ぎょうこう）のフィルディア』の異名を持つ歴戦の勇士。ダーカーを千体倒す程の戦闘能力を誇る一騎当千の実力者。男勝りだが、繊細な一面もある。瀕死のマグナスから艦長を引き継ぐ。若い頃は金髪で髪型も違っていた。
マグナス
声 - 銀河万丈
種族：ヒューマンの男性、クラス：ハンター
デルタ・ヴァリアント艦長にして、艦名の名付け親。
レイヴァン
声 - 浪川大輔
種族:ニューマン
デルタ・ヴァリアントの副長を務める眼鏡を掛けた男性。常に冷静で合理的な判断と決断をする事が出来、温厚誠実でスタッフの信頼も厚い。研究開発において高い能力を発揮し、未知の惑星の探査や墜落後の惑星環境に合わせた艦設備の改修を指揮する。幼少の頃からとある女性に対して強い思慕を持っている。
シャロン
声 - 伊藤かな恵
種族:キャストの女性、クラス:フォース
デルタ・ヴァリアントの研究スタッフでレイヴァンの助手。優しく落ち着きがあり、人に頼まれると断れない性格。発想力に富み、無茶な開発要求にも一瞬の閃きと発明によって応える事が出来る優秀な研究者である。恋愛に憧れている。元々は戦闘員だった。
オルクス
声 - 大塚明夫
種族：ヒューマンの男性、クラス：レンジャー
デルタ・ヴァリアントの戦闘班リーダー兼教官。勇敢で実力のある歴戦のレンジャーだが、若者に理解がある。命を粗末にする奴には鉄拳制裁する。フォトンの使えない状況下であらたな戦闘術を開発する。妻子がいたが、デルタ・ヴァリアントに乗る前に別居している。
リーティア
声 - 福圓美里
種族:ニューマンの女性
デルタ・ヴァリアントの医療担当。心配症でおっとりした性格。墜落の所為で衣服を損傷したクルーに現地素材で作った着替えを渡している。
ゲーム中盤からキサラと交代でオペレーターもする様になる。デルタ・ヴァリアント内に彼女が管理する秘密の部屋が存在するらしい。
キサラ
声 - 斉藤千和
種族:ヒューマンの女性、クラス:レンジャー
デルタ・ヴァリアントのオペレーター。少々辛口だが情報の伝達は迅速かつ正確。フィルディアとは旧知の仲でコンビを組んで戦場に出ていた。その為、彼女が本音を吐露する唯一の相手でもある。ある人物のイベントから若い頃はピンクの頭髪をしていた様である。
ヨミ
声 - 梶裕貴
種族:ニューマンの男性、クラス:ハンター
デルタ・ヴァリアントの武器加工技師。小柄な少年だが、勝気な自信家でそれに違わぬ実力を持っている。現地の物質を加工して武器を作成する技術を開発する。苦い物が苦手であり、特にコーヒーが駄目らしい。カリストと周囲から「兄弟みたい」と表現される程に仲が良い。
カリスト
声 - 神谷浩史
種族:ニューマンの男性、クラス:フォース
デルタ・ヴァリアントのメカニック。寡黙な性格で仕事好きの職人。結果を出さない相手に容赦が無いが、期待に応えた相手には敬意を払う実力主義者。
ヒュペリオン
声 - 大塚芳忠
種族：キャスト
デルタ・ヴァリアントの炊事担当者で、背中に電子レンジを装備し、コックのようなカラーリングが特徴。おいしい食べ物は人を笑顔にするという考えの持ち主で、場の空気を読んだ上で一番の差し入れを持っていけるよう、常に準備を整えている。
ユノ
声 - 早見沙織
種族:不明
惑星「マキア」で主人公やルティナ達が出会った謎の少女。ルティナが拾った石から立体映像で出現してグランを操る術を与えたり、様々な情報を教えてくれる。

## ゲームシステム
基本となるシステムは同じ世界観を持つ『PSO2』と同一だが、『ノヴァ』ならではの追加要素や独自要素も多く見られる。ここでは『ノヴァ』独自のシステムを中心に解説する。

### プレイヤーキャラクター
種族はヒューマン、ニューマン、キャストの3種から、性別は男女の2種から、クラスはハンター、レンジャー、フォースの3種から選択可能。『PSO2』と同様に、種族や性別によるクラス制限はなく、所定の条件を満たすことでゲーム開始後にもクラス変更が可能となっている。また、ある程度ストーリーを進める事で、独自クラス「バスター」が解禁される。
原則として種族のデューマン、クラスの派生クラス3種やEP2以降に追加されたクラスは実装されていない。ただし『PSO2』ではファイター（ハンターの派生クラス）用武器が『ノヴァ』ではハンター用武器として実装されている、と言った違いもある。

### 施設
本作において、初期状態では最低限の施設しか設置されていないが、所定の条件を満たすことで所定のエリア内に各施設の設置・拡張が可能となっている。
ラボ
各種施設の建設を担う施設。
武器ショップ
プレイヤーの武器を作る施設。
防具ショップ
プレイヤーの防具を作る施設。
アイテムショップ
アイテムを作る施設。
クラスカウンター
プレイヤーのクラスの変更を行う施設。
コスチューム
素材を加工してプレイヤーの衣装を作る施設。
食堂
得られた素材から作られた料理を食べるための施設。食事をとることで、クエスト終了時までにゲームを進めるのに有効な効果が得られる。
グランブースター

アイテム探査装置
アイテムの入手率を上げる装置。
エネミーレーダー
特殊なエネミーを探すのに役立つ装置。

## 開発
ファンタシースターシリーズは『ファンタシースターオンライン』以降オンラインゲームとして発展した一方、オンラインゲームを苦手とするファンもいたため、「オンラインゲームではない新しいファンタシースターシリーズを創り出す」という目的で本作は開発され、一人遊び用のストーリーモードに重きが置かれた。また、近くにいる友人たちと声を掛け合って遊ぶことができるようにするため、アドホックプレイにも対応した。
酒井智史をはじめとするファンタシースターシリーズのスタッフたちは『ファンタシースターオンライン2』の開発・運営で手いっぱいだったため、『エンド オブ エタニティ』の開発実績を持つトライエースが本作の開発を担った。
プロデューサーの都築靖之は、シリーズのファンが違和感を持つ可能性を考えつつも、過去作と同じような作風にすると『PSO2』の追加ディスクと変わりないと考え、あえてトライエースの作風を強く出させることにした。
本作のディレクターである山下浩平は、4Gamer.netとのインタビューの中で、「トライエースの担当者が『PSO2』を熱心にプレイしていたので、シリーズの共通認識を持っていたと思う。」と述べ、トライエースの提案を『ファンタシースター』らしくないという理由で却下したことがないと述べている。
本作は『ファンタシースターオンライン2』と同じ世界観だが、『ファンタシースターオンライン2』の舞台から遠く離れた場所での出来事を描いており、基本的な設定や世界観は、都築と酒井と『ファンタシースターオンライン2』のディレクターである木村裕也の3人の話し合いを通じて構築された。
これは、世界観を再構成することに多大な労力が要ることと、『ファンタシースターオンライン2』のストーリーに近い物語を展開すると今後の『ファンタシースターオンライン2』の展開に影響が出る恐れがあることに由来する。
シリーズ過去作との区別化の一環として、敵キャラクターであるギガンテスに火薬砲やチェーンソーといった旧式武器を装備させた。

## 他作品とのコラボ
- トライエース開発の各ゲーム
  - エンド オブ エタニティ - 2014年12月4日配信予定[9]。ゼファーとリーンベル、ヴァシュロンの武器とコスチュームが実装予定[10]。またリーンベルがNPCとしても実装予定[10][11]。
  - スターオーシャン4  -THE LAST HOPE- - 2014年12月11日配信予定[9]。エッジ、レイミの武器とコスチュームが実装予定[10]。
  - ヴァルキュリープロファイル -レナス- - 2014年12月18日配信予定[9]。レナスの武器とコスチュームが実装予定[10]。
  - 戦場のヴァルキュリア3 - 配信予定日未定。リエラ（ヴァルキュリアver）のコスチュームが実装予定[9]。